# Pandi Mele
Pandi Mele (ur. 18 sierpnia 1939 w Hoçishcie, zm. 14 grudnia 2015) – albański malarz socrealistyczny, grafik. Jest uważany za pierwszego albańskiego grafika, który stosował cykle graficzne oparte na albańskich dziełach literackich.

## Życiorys
Pierwszą swoją wystawę Pandi Mele miał w 1956 roku w Narodowej Galerii Sztuki w Tiranie.
Studiował przez dwa lata grafikę na Instytucie Malarstwa, Rzeźby i Architektury im. Ilii Riepina w Leningradzie, jednak studia ukończył na Uniwersytecie Sztuk w Tiranie w roku 1964.
W latach 1964–1969 pracował jako redaktor naczelny czasopisma "Naim Frashëri", działającego w Stanach Zjednoczonych. Po powrocie do Albanii pracował specjalista w Ministerstwie Edukacji i Kultury jako specjalista oraz w latach 1976-1994 był wykładowcą studiów graficznych Uniwersytetu Sztuk w Tiranie.
Jego zbiór 54 prac, na który składają się prace malarskie, grafiki oraz rysunku, znajduje się w Narodowej Galerii Sztuki w Tiranie.